# Waxahatchee
Waxahatchee (/wɛ.ksəˈhɛ.tʃi/ wé-ksâ-HÉ-tchi) é um projeto estadunidense de música indie formado em 2010 pela cantora e compositora estadunidense Kathryn Crutchfield (nascida em 4 de janeiro de 1989), conhecida profissionalmente como Katie Crutchfield, depois da dissolução de sua banda anterior, P.S. Eliot. O projeto recebeu este nome em homenagem ao riacho Waxahatchee Creek, no Alabama, onde Crutchfield cresceu. Apesar de originalmente ter sido criado como um projeto solo acústico, suas gravações agora tendem a incluir uma banda de apoio completa. 
Sob o pseudônimo Waxahatchee, ela lançou seis álbuns de estúdio até o momento: American Weekend (2012), Cerulean Salt (2013), Ivy Tripp (2015), Out in the Storm (2017), Saint Cloud (2020) e Tigers Blood (2024), que foi indicado ao Grammy Award para Melhor Álbum de Americana em 2025. Além do projeto Waxahatchee, Crutchfield também é membro do grupo de country alternativo Plains, ao lado de Jess Williamson. 

## Carreira

### 2010–2016:American Weekend,Cerulean Salt, eIvy Tripp
Enquanto membro do grupo P.S. Eliot, formada com sua irmã gêmea Allison Crutchfield, Katie Crutchfield lançou sua primeira música como Waxahatchee em fita cassete. Seu álbum de estreia gravado no quarto, American Weekend, foi gravado em 2011 e lançado pela Don Giovanni Records em 2012. Crutchfield escreveu e gravou o álbum em uma semana na casa de sua família em Birmingham, Alabama. Suas letras focavam em relacionamentos pessoais, devastação e saudade.

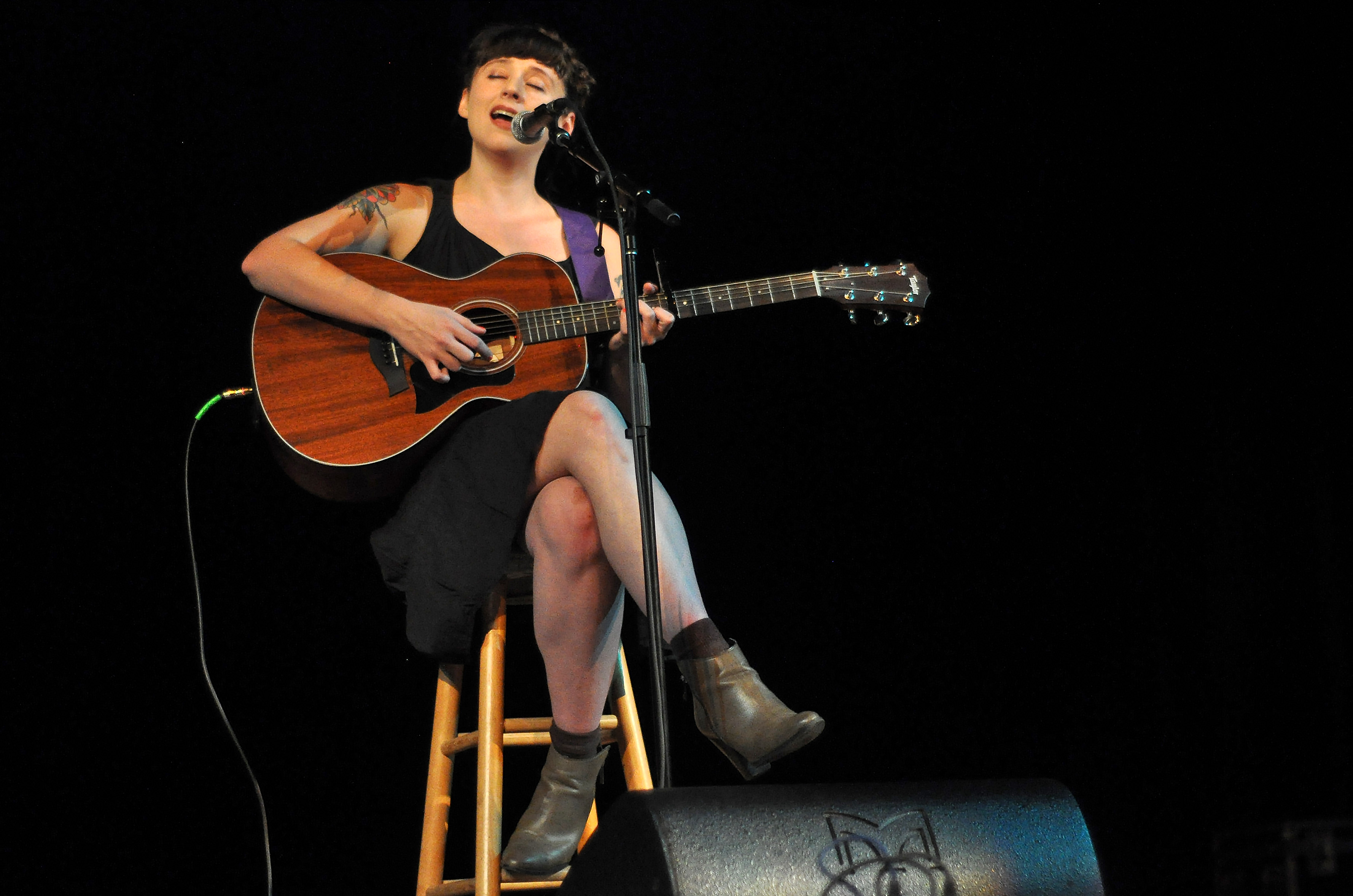
Waxahatchee se apresentando um Hopscotch Music Festival, em Raleigh, Carolina do Norte, em 2015.

O álbum recebeu críticas positivas e foi nomeado um dos melhores álbuns de 2012 pela revista Dusted. "Be Good" foi uma música do dia na National Public Radio, e listada como uma das 50 melhores músicas de 2012. "Catfish" foi incluída em um episódio do podcast Welcome to Night Vale.
O seu segundo álbum, Cerulean Salt, foi lançado em março de 2013 pela Don Giovanni Records nos Estados Unidos e quatro meses depois pela Wichita Recordings no Reino Unido. O álbum foi aclamado pela crítica e alcançou o primeiro lugar no Official Record Store Chart em julho de 2013 e recebeu uma nota de 8,4 da Pitchfork. No mesmo ano, Waxahatchee acompanhou Tegan and Sara em sua turnê pelo Reino Unido, antes de fazer sua própria turnê pelo Reino Unido em outubro do mesmo ano.
Crutchfield assinou contrato com a Merge Records, que lançou seu terceiro álbum, "Ivy Tripp", em abril de 2015. Waxahatchee excursionou pelo resto de 2015, incluindo turnês com Kurt Vile and the Violators e Sleater-Kinney. 

### 2017–2019:Out in the Storme colaborações com Kevin Morby

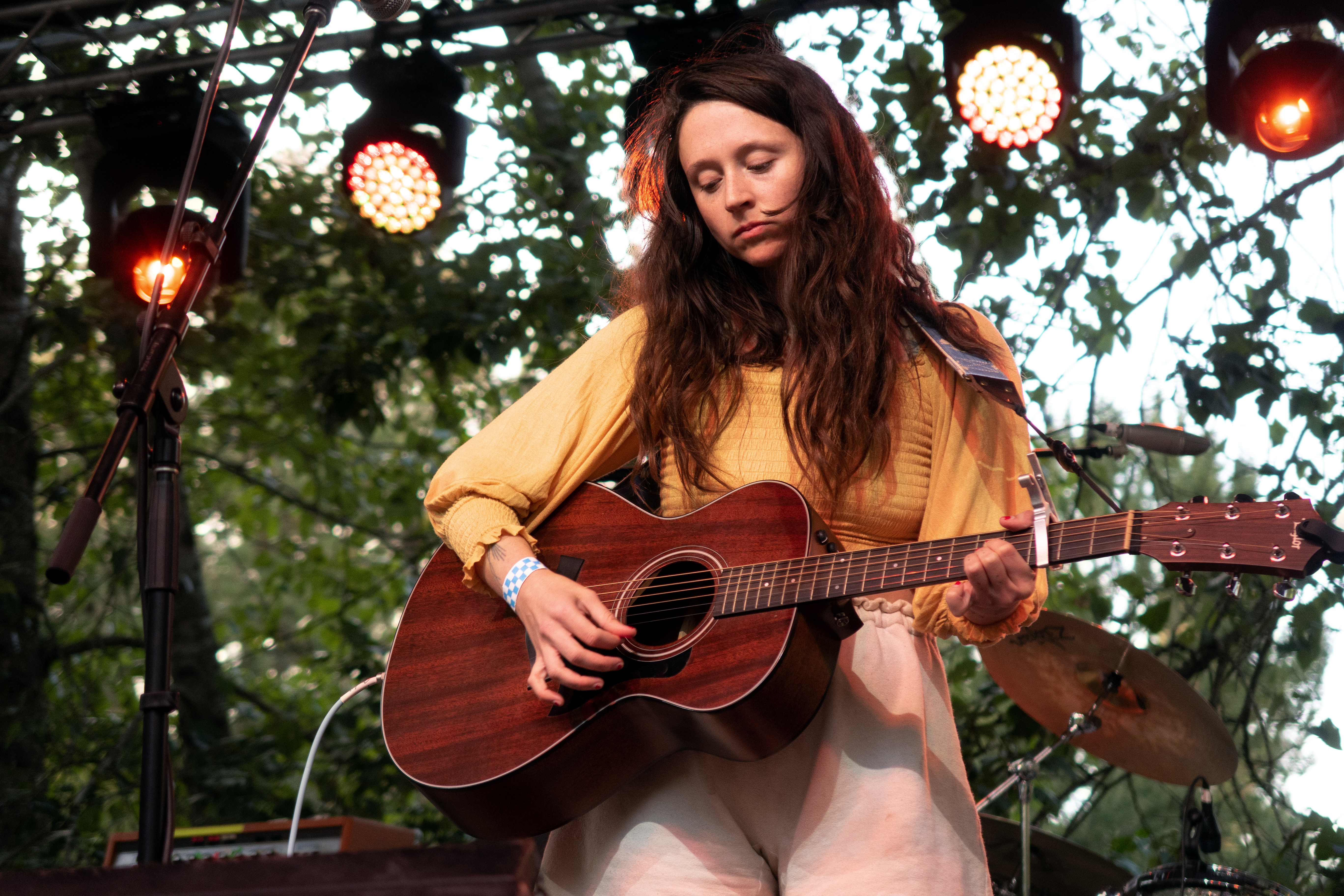
Waxahatchee se apresentando no festival The Huichica, perto de Walla Walla, Washington, em 2019.

Em 2017, Waxahatchee excursionou com The New Pornographers e também embarcou em uma turnê própria pelos Estados Unidos. Nos meses de outono, a banda excursionou pela Europa Central e Escandinávia em clubes e festivais. O quarto álbum de Waxahatchee, Out in the Storm, foi lançado em 14 de julho de 2017 pela Merge Records. Ele se afastou do som lo-fi dos álbuns anteriores, em parte devido à orientação do co-produtor John Agnello, e foi gravado no estúdio Miner Street Recordings com sua antiga banda de turnê. Sam Sodomsky, da Pitchfork, escreveu sobre "as composições afiadas e lindas de Katie Crutchfield, o som 'imersivo' da banda e 'músicas que soam como exorcismos em chamas'" em uma análise do álbum.
Em outubro de 2017, ela publicou, ao lado de seu parceiro Kevin Morby, uma versão cover de "After Hours" do álbum auto-intitulado da banda Velvet Underground, de 1969. Em janeiro de 2018, a gravadora indie Dead Oceans publicou o single colaborativo "Farewell Transmission b/w The Dark Don't Hide It", de Kevin Morby e Waxahatchee, em homenagem ao compositor Jason Molina. Waxahatchee abriu os primeiros shows da banda Jawbreaker em Los Angeles em 22 anos no Hollywood Palladium em 10 de março de 2018 e em Nova Iorque no Brooklyn Steel em 27 de fevereiro de 2018. A Merge Records publicou o single digital "Chapel of Pines" no YouTube em 17 de julho de 2018, que levou Waxahatchee de volta ao trabalho solo.

### 2020–presente:Saint CloudeTigers Blood
Em janeiro de 2020, Waxahatchee anunciou seu quinto álbum, Saint Cloud, e lançou um single chamado "Fire". O álbum foi gravado em 2019 no Sonic Ranch no Texas e no Long Pond em Stuyvesant, Nova Iorque, com o produtor Brad Cook. O álbum foi gravado em parte pela banda Bonny Doon, de Detroit. Em 18 de fevereiro, ela lançou o single "Lilacs"; em 16 de março, ela lançou o single "Can't Do Much". Em uma entrevista abrangente com Will Gottsegen para a Billboard, ela falou sobre suas influências musicais e sobriedade recente. Waxahatchee alcançou a sétima colocação na parada de artistas emergentes da Billboard de abril de 2020, quando seu quinto álbum, Saint Cloud, chegou ao primeiro lugar no Top Heatseekers da Billboard, 12ª colocação na categoria de álbuns de americana/folk e 26ª colocação entre álbuns alternativos com 7.000 unidades vendidas. O single "Lilacs" foi, ao mesmo tempo, classificado em na 36ª posição entre canções de Adult Alternative.
Nos primeiros meses da pandemia do COVID-19 em 2020, Crutchfield realizou uma série de transmissões ao vivo com performances de todas as músicas de seus álbuns de estúdio. Ela anunciou a série como um mergulho profundo em sua obra em uma tentativa de alcançar seus fãs e também gerar alguma renda depois que a pandemia causou a suspensão de todas as turnês.
Em 2021, o cover de Waxahatchee da canção "Downtown's Lights", de Kevin Morby, foi incluído nos créditos finais do episódio seis da série American Rust. Em 2021, Waxahatchee fez parte do Newport Folk Festival, bem como do Mempho Music Festival no Radians Amphitheatre de Memphis, Tennessee. Seu álbum Saint Cloud ganhou o Prêmio Libera 2021 de Melhor Álbum Country.
Em julho de 2022, Crutchfield anunciou Plains, um projeto colaborativo com a cantora e compositora Jess Williamson. Seu álbum de estreia, I Walked with You a Ways, foi lançado em outubro de 2022.
Em janeiro de 2024, Crutchfield anunciou que o sexto álbum do projeto Waxahatchee, Tigers Blood, seria lançado em 22 março de 2024. No mesmo dia, o primeiro single do álbum, "Right Back to It", foi lançado, incluindo uma participação de MJ Lenderman. Waxahatchee fez uma turnê de apoio ao álbum em 2024, viajando em um ônibus de turnê e tocando em teatros com capacidade para 2.500 pessoas, tendo recusado oportunidades de tocar em locais maiores. Ela foi anunciada como um dos concertos do festival Primavera Sound Porto 2025.

## Vida pessoal
A irmã gêmea de Katie Crutchfield, Allison, também é musicista e se apresenta sozinha e com a banda Swearin'. Crutchfield é ex-alcóolatra; seu álbum de 2020, Saint Cloud, foi escrito em grande parte sobre sua decisão de parar de beber álcool. Katie Crutchfield mantém um relacionamento com o compositor Kevin Morby desde 2017, e ambos vivem juntos em Overland Park, Kansas.

## Discografia

### Álbuns de estúdio

#### como Waxahatchee
| Título                                                            | Detalhes                                                    | Melhor posição nas tabelas musicais | Melhor posição nas tabelas musicais | Melhor posição nas tabelas musicais | Melhor posição nas tabelas musicais | Melhor posição nas tabelas musicais | Melhor posição nas tabelas musicais | Melhor posição nas tabelas musicais | Melhor posição nas tabelas musicais | Melhor posição nas tabelas musicais | Melhor posição nas tabelas musicais |
| Título                                                            | Detalhes                                                    | EUA                                 | EUA Indie                           | BEL (FL)                            | ESC                                 | FRA Fís.                            | HOL Vinil                           | NZ                                  | SUE Fís.                            | UK                                  | UK Indie                            |
| ----------------------------------------------------------------- | ----------------------------------------------------------- | ----------------------------------- | ----------------------------------- | ----------------------------------- | ----------------------------------- | ----------------------------------- | ----------------------------------- | ----------------------------------- | ----------------------------------- | ----------------------------------- | ----------------------------------- |
| American Weekend                                                  | - Lançamento: 12 de janeiro de 2012 - Editora: Don Giovanni | —                                   | —                                   | —                                   | —                                   | —                                   | —                                   | —                                   | —                                   | —                                   | —                                   |
| Cerulean Salt                                                     | - Lançamento: 5 de março de 2013 - Editora: Don Giovanni    | —                                   | —                                   | —                                   | —                                   | —                                   | —                                   | —                                   | —                                   | 156                                 | 39                                  |
| Ivy Tripp                                                         | - Lançamento: 7 de abril de 2015 - Editoras: Merge, Wichita | 153                                 | 15                                  | —                                   | 87                                  | —                                   | —                                   | —                                   | —                                   | 98                                  | 19                                  |
| Out in the Storm                                                  | - Lançamento: 14 de julho de 2017 - Editora: Merge          | —                                   | 7                                   | —                                   | —                                   | —                                   | —                                   | —                                   | —                                   | —                                   | 12                                  |
| Saint Cloud                                                       | - Lançamento: 27 de março de 2020 - Editora: Merge          | 140                                 | 17                                  | —                                   | 27                                  | —                                   | —                                   | —                                   | —                                   | —                                   | 7                                   |
| Tigers Blood                                                      | - Lançamento: 22 de março de 2024 - Editora: Anti-          | 146                                 | 27                                  | 101                                 | 7                                   | 172                                 | 31                                  | 35                                  | 7                                   | 38                                  | 4                                   |
| "—" denota um título que não entrou na respectiva tabela musical. |                                                             |                                     |                                     |                                     |                                     |                                     |                                     |                                     |                                     |                                     |                                     |

#### no grupo Plains
| Título                                                            | Detalhes                                             | Melhor posição nas tabelas musicais | Melhor posição nas tabelas musicais | Melhor posição nas tabelas musicais | Melhor posição nas tabelas musicais |
| Título                                                            | Detalhes                                             | ESC                                 | UK Vendas                           | UK Amer.                            | UK Indie                            |
| ----------------------------------------------------------------- | ---------------------------------------------------- | ----------------------------------- | ----------------------------------- | ----------------------------------- | ----------------------------------- |
| I Walked with You a Ways                                          | - Lançamento: 14 de outubro de 2022 - Editora: Anti- | 76                                  | 61                                  | 4                                   | 25                                  |
| "—" denota um título que não entrou na respectiva tabela musical. |                                                      |                                     |                                     |                                     |                                     |

### EPs
| Título        | Detalhes                                                                     |
| ------------- | ---------------------------------------------------------------------------- |
| Great Thunder | - Lançamento: 7 de setembro de 2018 - Editora: Merge                         |
| El Deafo      | - Lançamento: 7 de janeiro de 2022 - Editoras: Apple Video Programming/Merge |

### Singles

#### como Waxahatchee
| Ano  | Título                                                               | Álbum             |
| ---- | -------------------------------------------------------------------- | ----------------- |
| 2015 | "Air"                                                                | Ivy Tripp         |
| 2015 | "Under a Rock"                                                       | Ivy Tripp         |
| 2015 | "La Loose"                                                           | Ivy Tripp         |
| 2017 | "No Curse"                                                           | Nenhum            |
| 2017 | "Silver"                                                             | Out in the Storm  |
| 2018 | "Farewell Transmission" / "The Dark Don't Hide It" (com Kevin Morby) | Nenhum            |
| 2018 | "Recite Remorse"                                                     | Out in the Storm  |
| 2018 | "Greenville" (ao vivo) / "La Loose" (ao vivo)                        | Live At Third Man |
| 2020 | "Fire"                                                               | Saint Cloud       |
| 2020 | "Lilacs"                                                             | Saint Cloud       |
| 2020 | "Can't Do Much"                                                      | Saint Cloud       |
| 2021 | "Talking Dust Bowl Blues"                                            | Nenhum            |
| 2024 | "Right Back to It" (com MJ Lenderman)                                | Tigers Blood      |
| 2024 | "Bored"                                                              | Tigers Blood      |
| 2024 | "Much Ado About Nothing"                                             | Tigers Blood      |
| 2025 | "Mud"                                                                | Nenhum            |

#### no grupo Plains
| Ano  | Título            | Álbum                    |
| ---- | ----------------- | ------------------------ |
| 2022 | "Problem With It" | I Walked with You a Ways |
| 2022 | "Abilene"         | I Walked with You a Ways |
| 2022 | "Hurricane"       | I Walked with You a Ways |

## Prêmios e nomeações
| Ano  | Premiação     | Categoria                 | Trabaho nomeado | Resultado | Ref.   |
| ---- | ------------- | ------------------------- | --------------- | --------- | ------ |
| 2021 | Libera Awards | Gravação do Ano           | Saint Cloud     | Indicado  | [ 50 ] |
| 2021 | Libera Awards | Melhor Álbum de Country   | Saint Cloud     | Venceu    | [ 51 ] |
| 2025 | Grammy Awards | Melhor Álbum de Americana | Tigers Blood    | Indicado  | [ 52 ] |